# Canva
Canva는 프레젠테이션, 포스터, 문서 및 기타 시각 콘텐츠를 만들기 위해 사용되는 오스트레일리아의 그래픽 디자인 플랫폼이다. 이 앱은 사용자가 사용할 템플릿을 포함하고 있다. 이 플랫폼은 이용에 무료이며 추가 기능을 위해 Canva Pro 및 Canva for Enterprise 등의 유료 구독을 제공한다. 2021년, Canva는 영상 편집 도구를 시작했다. 또, 사용자들은 물리적 제품의 인쇄 및 배송을 위해 비용을 청구할 수 있다.
2020년 6월, Canva는 A$60000000의 수익을 올렸으며 이는 2019년 가치의 약 2배에 맞먹는다. 2021년 9월, Canva는 US$200,000,000의 수익을 올렸다.

## 역사
Canva는 2013년 1월 1일 오스트레일리아 퍼스에서 Melanie Perkins, Cliff Obrecht, Cameron Adams에 의해 설립되었다. 첫 해에 Canva의 사용자 수는 750,000명이 넘었다. 2014년 4월, 소셜 미디어 및 기술 전문가 가이 가와사키가 이 회사의 최고 브랜드 프롬프터로 입사했다. 2015년, 마케팅 자료에 초점을 둔 Canva for Work가 출시되었다.